# Wolfgang Herrmann (Politiker, 1939)
Wolfgang Herrmann (* 5. Juni 1939 in Großenhain) ist ein ehemaliger deutscher SED-Funktionär. Er war im November/Dezember 1989 Erster Sekretär der Bezirksleitung Neubrandenburg der SED.

## Leben
Herrmann erlernte nach dem Besuch der Grundschule den Beruf des Zimmerers. Anschließend arbeitete er im Beruf und war nach seiner Qualifikation zum Ingenieur für Bauwesen als Technologe und Bauleiter tätig. Er wurde Mitglied der Freien Deutschen Jugend (FDJ) und trat 1963 in die Sozialistische Einheitspartei Deutschlands (SED) ein. Von 1964 bis 1975 übte er hauptamtliche Funktionen in der FDJ aus, war zuletzt von 1971 bis 1975 Zweiter Sekretär der FDJ-Bezirksleitung Neubrandenburg. Nach einem Studium von 1975 bis 1978 an der Parteihochschule der KPdSU in Moskau, das er als Diplom-Gesellschaftswissenschaftler abschloss, war er zunächst Mitarbeiter und von 1980 bis 1984 Abteilungsleiter der Bezirksleitung Neubrandenburg der SED. Dann wurde er Mitarbeiter des ZK der SED. Von 1985 bis 1988 wirkte er als Berater der Sandinistischen Front der Nationalen Befreiung (FSLN) in Nicaragua. Nach seiner Rückkehr wurde er am 10. Dezember 1988 auf der SED-Kreisdelegiertenkonferenz als Nachfolger von Kurt Guter zum Ersten Sekretär der SED-Kreisleitung Prenzlau gewählt. Am 14. November 1989 folgte er Johannes Chemnitzer als Erster Sekretär der SED-Bezirksleitung Neubrandenburg. Diese Funktion übte er nur wenige Wochen bis zum Rücktritt der gesamten Bezirksleitung am 11. Dezember 1989 aus.
Nach der friedlichen Revolution in der DDR blieb Herrmann Mitglied seiner Partei, die seit Februar 1990 Partei des Demokratischen Sozialismus (PDS) hieß, und war von 1990 bis 1997 Mitglied der Prenzlauer Stadtverordnetenversammlung. Außerdem war er Mitglied des PDS-Landesvorstandes Brandenburg. Später schloss er sich der Deutschen Kommunistischen Partei (DKP) an und war vorübergehend Mitglied des Parteivorstandes. Herrmann ist Mitglied des „RotFuchs-Fördervereins e. V.“ und Vorsitzender des Vereins zur Förderung der deutsch-nicaraguanischen Freundschaft Nueva Nicaragua. Er lebt im Ortsteil Dreesch in der Gemeinde Grünow (bei Prenzlau).

## Schriften
- Mit Ute Kaden: DDR kontra Agenda 2010. Streitschrift für Alternativen zur Wirtschafts- und Sozialpolitik. Verlag Edition Ost 2004, ISBN 3-360-01053-1.